# 西田英範
西田 英範（にした ひでのり、1981年〈昭和56年〉8月3日 - ）は、日本の政治家、元経産官僚。自由民主党所属の参議院議員（1期）。

## 来歴
広島県生まれ。小学校1年生の時をアメリカ合衆国ユタ州で過ごし、その後小学校3年生までを尾道市で、小学校高学年から高校2年生までを広島市で過ごす。広島大学附属高等学校から東京学芸大学附属高等学校に転入学。同高を経て2005年に早稲田大学法学部を卒業し、経済産業省入省。
2021年2月16日、経産省を退職。同月24日、自由民主党は河井案里の当選無効（河井夫妻選挙違反事件）に伴う参議院広島県選挙区の再選挙に西田を擁立すると決めた。4月25日の投開票の結果、野党各党が支援する宮口治子に敗れ落選。
2025年7月20日投開票の第27回参議院議員通常選挙広島県選挙区に立候補し、初当選した。

## 選挙歴
| 当落 | 選挙                     | 執行日         | 年齢 | 選挙区       | 政党       | 得票数     | 得票率 | 定数 | 得票順位 /候補者数 | 政党内比例順位 /政党当選者数 |
| ---- | ------------------------ | -------------- | ---- | ------------ | ---------- | ---------- | ------ | ---- | ------------------ | ---------------------------- |
| 落   | 第25回参議院議員再選挙   | 2021年4月25日  | 39   | 広島県選挙区 | 自由民主党 | 33万6924票 | 43.93% | 1    | 2/5                | /                            |
| 当   | 第27回参議院議員通常選挙 | 2025年07月20日 | 43   | 広島県選挙区 | 自由民主党 | 39万9640票 | 33.89% | 2    | 1/10               | /                            |